# Khaqani
Khāqāni Sharvani of Khāghāni met echte naam Afzaladdin Badil (Ibrahim) ibn Ali Nadjar (Şamaxı, 1126 - Tabriz, 1199) (خاقانی) was een middeleeuws Perzisch dichter.
Hij schreef een gedicht De taal van de vogels, dat verwijst naar beter bekend werk De vergadering van de vogels van zijn tijdgenoot Farid Ud-Din Attar.
Hij liet een diwan na, een mathnawi getiteld Tuhfat al-Irāqayn en zestig brieven.

## Leven
Zijn vader Ali Nadjar was een timmerman te Melgem, een dorp bij Şamaxı te Shirvan, nu in Azerbeidzjan.
Zijn moeder was oorspronkelijk nestoriaanse christen, maar bekeerde zich tot de islam.
Khaqani was door zijn moeder vertrouwd met het christendom en zijn poëzie is doorspekt met christelijke beelden en symbolen.
Khaqani verloor vroeg zijn vader. Zijn oom Kafi-eddin Umar Shervani, een geneesheer en astronoom aan het hof van de Shirvanshah, voedde hem op en onderwees hem gedurende zeven jaar. Dan stierf ook hij.
De zoon van Kafi-eddin Umar Shervani onderwees Khaqani in filosofie.
Abul-Ala Ganjavi onderwees hem in poëzie en bracht hem aan het hof van Khaqan Manuchehr Shirvanshah
Khaqani huwde een dochter van Abul-Ala Ganjavi.

## Werk
In zijn jeugd schreef Khaqani onder het pseudoniem "Haqai'qi", Zoeker. Nadat hij aan het hof van Abu'l Muzaffar Khaqan-i-Akbar Manuchiher, de zoon van Faridun was aangenomen, gebruikte hij het pseudoniem "Khaqani", Koninklijke. Zijn na'at, een gedicht om de profeet Mohammed te prijzen, leverde hem de bijnaam "Hassān'l-A'jam", de Perzische Hassān op حسان العجم, een verwijzing naar de dichter Hassan ibn Thabit.
Het leven aan het hof beviel hem niet langer en in zijn eigen woorden "vluchtte hij uit de ijzeren kooi waarin hij zich voelde als een vogel met een lamme vleugel". Hij vertrok op een reis door het Midden Oosten. Die reis inspireerde hem tot het gedicht Tohfat-ul Iraqein , Perzisch: تحفه العراقين , een geschenk van de twee Iraks, waarmee hij het perzisch Irak (west-Iran) en 'Arabisch Itak', Mesopotamië, bedoelde. Hij schreef ook de qasida, De poorten van Madain Perzisch: ايوان مداين over zijn verdriet bij het zicht van de ruïnes van het paleis van de Sassaniden nabij Ctesiphon.
Toen hij terugkwam, brak Khaqani met het hof van de Shirvanshah en Shah Akhsitan liet hem in de gevangenis werpen. In de gevangenis schreef hij zijn Habsiyye, gevangenisgedicht. Na zijn vrijlating keerde hij terug naar zijn gezin te Tabriz. Toen stierf eerst zijn jongste zoon, dan zijn dochter en dan zijn vrouw. Khaqani schreef voor alle drie een treurgedicht. Kort daarna stierf hij zelf ook. Hij werd begraven op een begraafplaats voor dichtrers in de buurt Surkhab van Tabriz.
Sommige van zijn kwatrijnen komen voor in het verzamelwerk Nozhat al-Majales.

## Voorbeelden van "Rubaiyat"kwatrijnen
Perzisch origineel:
مرغی که نوای درد راند عشق است
پيکی که زبان غيب داند عشق است
هستی که به نيستيت خواند عشق است
وآنچ از تو ترا باز رهاند عشق است
Vrij vertaald:
De vogel die het lied van pijn zingt is liefde
De boodschapper die de taal van het ongeziene kent is liefde
Het bestaan dat je oproept tot niet bestaan is liefde
En datgene wat jezelf verlost is liefde.
Perzisch origineel:
دانی ز جهان چه طرف بربستم هيچ
وز حاصل ايام چه در دستم هيچ
شمع خردم ولی چو بنشستم هيچ
آن جام جمم ولی چو بشکستم هيچ
Vrij vertaald:
Weet je wat ik aan deze wereld had? Niets.
En wat ik overhield van deze wereld? Niets.
Ik ben een kaars van wijsheid, maar uitgedoofd: niets.
Ik ben de beker van Jamshid, maar gebroken: niets.
- Bibliothèque nationale de France: cb13325932t (data)
- CiNii: DA14179069
- Gemeinsame Normdatei: 102470308
- International Standard Name Identifier: 0000 0001 1873 3577
- Library of Congress Control Number: n85079336
- Nationale Bibliotheek van Letland: 000160815
- MusicBrainz: 82db22ef-e403-493b-bf06-14e15cb1cd0b
- Nationale Bibliotheek van Israël: 987007303220505171
- Nationale en Universitaire bibliotheek Zagreb: 000172584
- Nederlandse Thesaurus van Auteursnamen: 145813568
- Système universitaire de documentation: 068557159
- TDVİA: hakani-i-sirvani
- Virtual International Authority File: 15161227
- WorldCat: E39PBJhhmcgtDT6w8Wtq8rdRKd